# Tu–334
A Tu–334 az oroszországi Tupoljev-tervezőiroda regionális járatokra tervezett sugárhajtású utasszállító repülőgépe. A Tu–134 utódjának szánták, kialakítása és aerodinamikai elrendezése is ahhoz hasonló. Törzse megegyezik a Tu–204 törzsével, annak rövidített változata. A Tu–334 és a Tu–204 szerkezeti elemeinek 60%-a azonos.

## Története
Fejlesztése 1988-ban kezdődött a Tupoljev-tervezőirodában. A napjainkban is tartó  fejlesztőmunka a Tupoljev vállalat pénzügyi nehézségei miatt lassan halad. Első felszállását 1999. február 8-án hajtotta végre. Ezt követően több oroszországi és nemzetközi kiállításon is bemutatták. Három prototípusa készült el. Az elsőt a földi statikai vizsgálatokhoz használták fel. A másik két prototípus repülőképes.
Az eredeti tervek szerint a Kazanyi Repülőgépgyár (KAPO) és a kijevi AVIANT repülőgépgyárban folyt volna a sorozatgyártás, de később az oroszországi gyártás mellett döntöttek.
2003-ban mutatták be a Tu–334–100-as változatát.
2009-ben az orosz repülőgépipar átstruktúrálása, illetve a futó fejlesztési projektek észszerűsítése eredményeként a gép fejlesztési programját törölték. Helyette a hasonló feladatkörű Szuhoj Superjet 100 és az ukrán An–148 gyártását részesítették előnyben.

## Tervezett típusváltozatok
- Tu–334–100  – A Motor Szics D–436T1 gázturbinás sugárhajtóművével felszerelt alapváltozat. Az utasférőhelyek száma 102, hatótávolsága 3150 km.
- Tu–334–120 – A Tu–334–100 exportváltozata, Rolls-Royce BR710–48 gázturbinás sugárhajtóművel.
- Tu–334–100D – Növelt törzshosszúságú változat D–436T2 hajtóművel és 4000 km hatótávolsággal.
- Tu–334–120D – A Tu–334–100D exportváltozata, BR715–56 hajtóművel.
- Tu–334–200 – D–436T2 hajtóművekkel és új szárnyakkal felszerelt változat, melynél a maximális utaslétszám elérheti a 126 főt. Hatótávolsága 2200 km.
- Tu–334–220 – A Tu–443–200-as nyugati hajtóművekkel tervezett változata.